# Estación de Haro
Estación de Haro vasútállomás Spanyolországban, Haro településen.

## Vasútvonalak
Az állomást az alábbi vasútvonalak érintik:
- Bilbao–Casetas-vasútvonal

## Kapcsolódó állomások
A vasútállomáshoz az alábbi állomások vannak a legközelebb:
- Estación de Miranda de Ebro